# Indonesische Fußballnationalmannschaft (U-20-Männer)
Die indonesische U-20-Fußballnationalmannschaft ist eine Auswahlmannschaft indonesischer Fußballspieler. Sie unterliegt der Football Association of Indonesia und repräsentiert sie international auf U-20-Ebene, etwa in Freundschaftsspielen gegen die Auswahlmannschaften anderer nationaler Verbände oder bei U-20-Weltmeisterschaften und U-19-Asienmeisterschaften.
1979 schied die Mannschaft bei ihrer bislang einzigen U-20-WM-Teilnahme in der Vorrunde aus.
Ihr bestes Ergebnis bei Asienmeisterschaften waren der geteilte erste Platz 1961 und der zweite Platz in den Jahren 1967 und 1970.
2013 wurde die Mannschaft Junioren-ASEAN-Meister.

## Teilnahme an U-20-Weltmeisterschaften
| 1977 | nicht qualifiziert         |
| 1979 | Vorrunde                   |
| 1981 | nicht qualifiziert         |
| 1983 | nicht qualifiziert         |
| 1985 | nicht qualifiziert         |
| 1987 | nicht qualifiziert         |
| 1989 | nicht qualifiziert         |
| 1991 | nicht qualifiziert         |
| 1993 | nicht qualifiziert         |
| 1995 | nicht qualifiziert         |
| 1997 | nicht qualifiziert         |
| 1999 | nicht qualifiziert         |
| 2001 | nicht qualifiziert         |
| 2003 | nicht qualifiziert         |
| 2005 | nicht qualifiziert         |
| 2007 | nicht qualifiziert         |
| 2009 | nicht qualifiziert         |
| 2011 | nicht qualifiziert         |
| 2013 | nicht qualifiziert         |
| 2015 | nicht qualifiziert         |
| 2017 | von FIFA suspendiert       |
| 2019 | nicht qualifiziert         |
| 2021 | Qualifiziert als Gastgeber |
| 2023 | nicht qualifiziert         |
| 2025 | nicht qualifiziert         |

## Teilnahme an U-20-Asienmeisterschaften
(bis 2006 Junioren-Asienmeisterschaft)
| 1959 | nicht teilgenommen   |
| 1960 | 4. Platz             |
| 1961 | Sieger 1             |
| 1962 | 3. Platz             |
| 1963 | nicht teilgenommen   |
| 1964 | 4. Platz             |
| 1965 | nicht teilgenommen   |
| 1966 | nicht teilgenommen   |
| 1967 | 2. Platz             |
| 1968 | nicht teilgenommen   |
| 1969 | Vorrunde             |
| 1970 | 2. Platz             |
| 1971 | Vorrunde             |
| 1972 | Viertelfinale        |
| 1973 | nicht teilgenommen   |
| 1974 | nicht teilgenommen   |
| 1975 | Vorrunde             |
| 1976 | Viertelfinale        |
| 1977 | nicht teilgenommen   |
| 1978 | Viertelfinale        |
| 1980 | nicht qualifiziert   |
| 1982 | nicht qualifiziert   |
| 1984 | nicht qualifiziert   |
| 1986 | Vorrunde             |
| 1988 | nicht qualifiziert   |
| 1990 | Vorrunde             |
| 1992 | nicht teilgenommen   |
| 1994 | Vorrunde             |
| 1996 | nicht qualifiziert   |
| 1998 | nicht teilgenommen   |
| 2000 | nicht qualifiziert   |
| 2002 | nicht qualifiziert   |
| 2004 | Vorrunde             |
| 2006 | nicht qualifiziert   |
| 2008 | nicht qualifiziert   |
| 2010 | nicht qualifiziert   |
| 2012 | nicht qualifiziert   |
| 2014 | Vorrunde             |
| 2016 | von FIFA suspendiert |
| 2018 | Viertelfinale        |
| 2023 | Vorrunde             |
| 2025 | Vorrunde             |